# Pont Camille-de-Hogues
Der Pont Camille-de-Hogues ist eine Stahlbetonbogenbrücke über die Vienne in Châtellerault im französischen Département Vienne in der Region Nouvelle-Aquitaine.
Die von François Hennebique entworfene Brücke gilt als die erste größere Stahlbetonbrücke nicht nur in Frankreich, sondern auch weltweit, auch wenn die erste Eisenbetonbrücke schon 1875 durch Joseph Monier im Garten des Schlosses Chazelet bei Saint-Benoît-du-Sault im Département Indre erbaut und das Unternehmen Wayss & Freytag aufgrund der von Monier erworbenen Patente bereits eine große Zahl kleinerer Stahlbetonbrücken erstellt hatte.

## Beschreibung
Die insgesamt 144 m lange Brücke hat drei flache Bögen mit Spannweiten von 40 m + 50 m + 40 m. Auf den eingespannten Bögen tragen kleine Stützen mit einem Querschnitt von 20 cm × 20 cm die aufgeständerte 8 m breite Brückentafel. Die Stützen sind mit bogenförmigen Ausweitungen an die Brückentafel angeschlossen, die zu beiden Seiten auskragt. Alle Elemente der Brücke, also Pfeiler, Bögen, Aufständerungen und die Brückentafel wurden in Stahlbeton ausgeführt. Die Verschmelzung der Bögen mit der Brückentafel erlaubte eine sehr niedrige Konstruktion mit einer Bogenstärke von nur 70 cm am Scheitelpunkt.

## Geschichte
Die Forderungen der Einwohner nach einer Brücke zu der am Flussufer gelegenen Waffenfabrik (auch Manufacture genannt) führten 1897 zu einer Ausschreibung, in der der von Hennebique angebotene Preis von 175.000 FF für eine Stahlbetonbrücke um etwa ein Viertel unter dem der Konkurrenz für eine Stahlbrücke lag. Nachdem der Ingenieur der Brücken- und Straßenbauverwaltung die Stahlbetonbrücke positiv bewertet hatte, entschied sich der Gemeinderat und später auch die Leitung der Brücken- und Straßenbauverwaltung für diese Bauweise, so dass der Bürgermeister Camille de Hogues am 6. Dezember 1898 Hennebique den Auftrag für den Bau der Stahlbetonbrücke erteilte. Die Herstellung der Fundamente begann im August 1899, die Brücke wurde im Dezember des gleichen Jahres fertiggestellt. Nach den Restarbeiten und ausführlichen Belastungsproben einschließlich der Überquerung durch 250 im Gleichschritt marschierende Soldaten wurde die Brücke im September dem Verkehr übergeben und am 16. November 1900 feierlich mit dem Namen Pont de la Manufacture eröffnet. Sie wurde erst 1919 nach dem Bürgermeister benannt, der ihren Bau veranlasst hatte.
Schon 1902 mussten auf den Zement zurückzuführende Mängel an der Betondecke der Fahrbahn ausgebessert werden. Später traten Risse auf, deren Sanierung bis 1910 dauerte. 1930 wurden durch die Benutzung erforderlich gewordene Sanierungsarbeiten durchgeführt. Bei einer der Sanierungen wurde eine Asphaltdecke auf der Brückentafel aufgebracht. Die Brücke gehört zu den wenigen nicht im Zweiten Weltkrieg zerstörten Brücken. Sie wurde am 22. November 2002 als Monument historique unter Denkmalschutz gestellt. 
Seit 2004 wurden umfangreiche Sanierungsarbeiten vorgenommen, insbesondere auch, um Schäden am Beton durch Carbonatisierung zu beseitigen.